# Guide de haute montagne
 (avril 2009).
Le guide de montagne ou guide de haute montagne est un alpiniste professionnel, qui conduit, contre rémunération, des alpinistes amateurs dans des courses en montagne, plus particulièrement en haute montagne ou encadre les sorties en ski de randonnée. Le guide est non seulement celui qui montre le chemin et conduit le groupe, mais il peut aussi être celui qui enseigne les techniques d'escalade et les connaissances du milieu montagnard.
En France, cette profession est réservée au titulaire d'un diplôme d'État spécifique.

## Historique

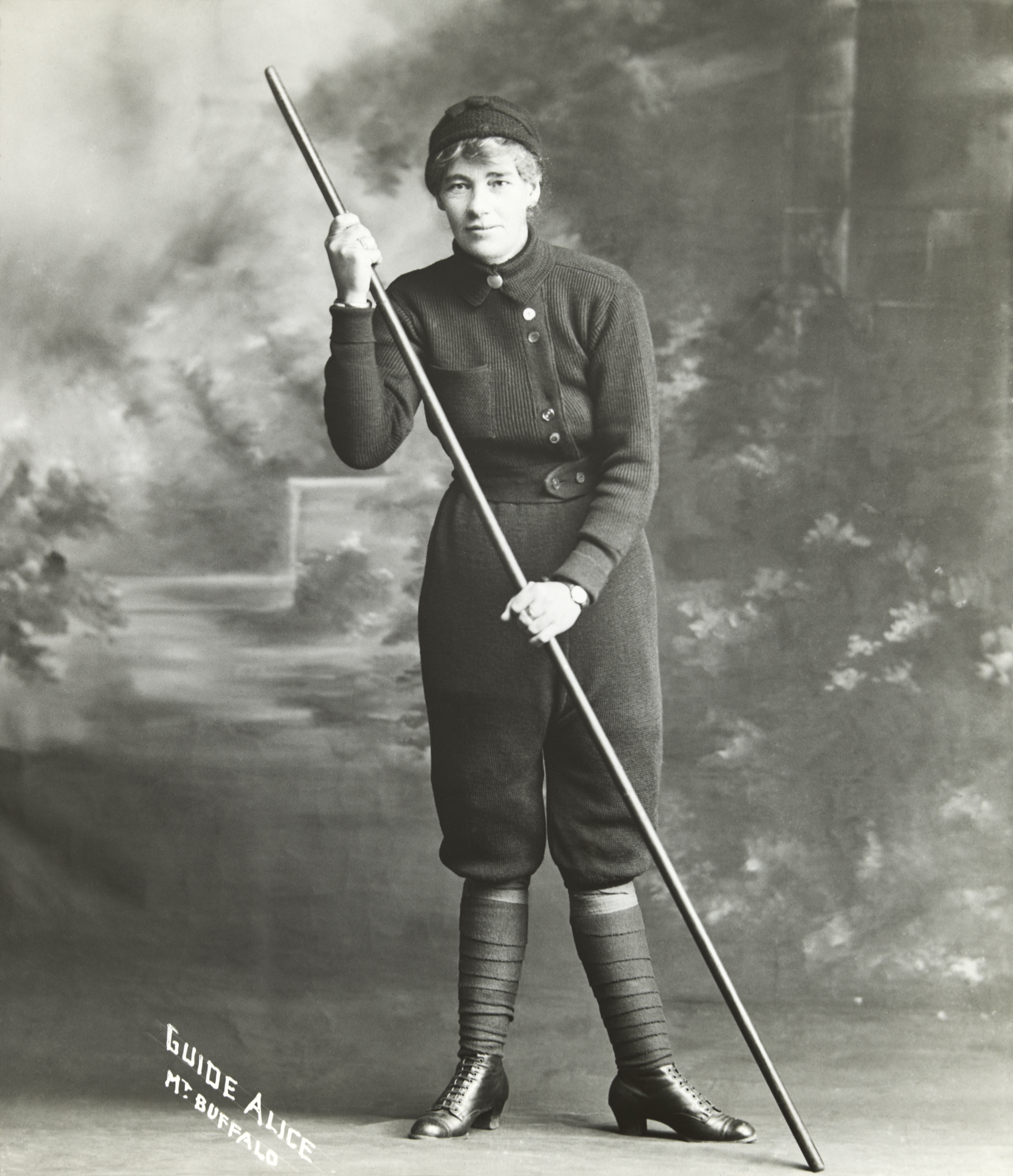
Alice Manfield (1878-1960), surnommée « Guide Alice », guide de montagne australienne, naturaliste amateur, photographe et figure du féminisme.

Le terme « guide » est d’origine indo-européenne, il dérive de la langue sanskrit véda, vidya, synonyme de la connaissance suprême. Par glissement successif, ce mot a donné lieu au mot guida en ancien provençal. Il signifie à cette époque celui qui va devant, celui qui connaît et qui sait. C’est avec les premiers récits bibliques et les grands déplacements humains qu’apparaît la figure du guide, incarnée par exemple par Moïse.
Pendant l'Antiquité, les habitants des hauts lieux, qui sont ceux qui connaissent le mieux le terrain de montagne, sont sollicités dans un cadre militaire. D'Alexandre le Grand à Hannibal Barca, les armées ont besoin de guides pour traverser les régions montagneuses : c'est le temps fort des conquêtes militaires. Ces traversées de cols, faites par nécessité de survie, ont fait l'objet de récits rapportant l'audace et le courage des guides.

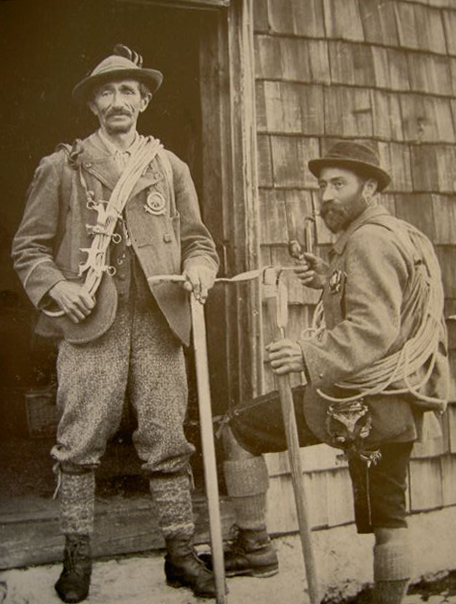
Les alpinistes et guides de montagne Anselm Klotz (à gauche) et Josef Frey (à droite), qui ont gravi le Freispitze (Autriche) pour la première fois.

Au cours du Moyen Âge, la circulation des biens et des personnes devient plus importante. Les guides permettent alors aux diplomates, papes et pèlerins de franchir les passages obligés des Alpes. C'est en Sapaudia (nom donné à la Savoie au IVe siècle) qu'on en rencontre le plus. Ils sont à cette époque appelés « marrons », sans doute en référence au terme latin marra ou sarcloir, harpon, désignant la longue canne leur permettant de sonder la neige devant eux. On pourrait également relier cette appellation au hameau de la « Maronne » situé dans le village de La Garde, carrefour de l’Oisans, dans les Alpes françaises, où les guides étaient en permanence sollicités.
Avec la Renaissance et le renouveau culturel italien, le trafic transalpin s’intensifie, et la corporation des marrons, qui bénéficie de franchises d’impôts, s’agrandit. Les particularités de la montagne commencent par ailleurs à intriguer les scientifiques et les souverains : c’est ainsi que le mont Aiguille est gravi par Antoine de Ville en 1492, sur ordre du roi de France Charles VIII. L’identité du marron, symbolisé par son long bâton ferré, se renforce peu à peu et sa pratique se diversifie avec l’évolution du matériel : la « ramasse », genre de chaise à porteur, est utilisée pour transporter les clients, les « cothurnes » (souliers) cloutés font office de crampons. Jusqu'à cette époque, le guide incarne le passeur, mais il est, encore et avant tout, paysan, berger ou chasseur.
C’est au XVIIIe siècle que l'activité du guide se redéfinit. L’exploration des « glacières » de Chamonix au Montenvers puis la conquête du mont Blanc par le Docteur Paccard et Jacques Balmat en 1786 marquent l’avènement de l’alpinisme moderne et la professionnalisation de l’activité. Les périodes révolutionnaires puis napoléoniennes sont néanmoins défavorables : les franchises d’impôt sont retirées et la construction de routes, voies ferrées et tunnels (comme celui du Fréjus en 1871) leur font concurrence. Auparavant utilitaire, l’activité se tourne alors vers le loisir et le tourisme. À cette période, le métier se structure régionalement, et les compagnies et bureaux de guides commencent à se mettre en place. La première compagnie est créée en 1821 à Chamonix, puis d’autres voient le jour, dans les Alpes et les Pyrénées,.
Dates de création des premières compagnies de guides :
- 1821 : Compagnie des guides de Chamonix ;
- 1850 : Société des guides de Courmayeur ;
- 1863 : Compagnie des guides de Bagnères-de-Bigorre ;
- 1864 : Compagnie des guides de Saint-Gervais-les-Bains ;
- 1865 : Société des guides du Cervin ;
- 1872 : Compagnie des guides de Bagnères-de-Luchon ;
- 1876 : Compagnie des guides de la Vanoise.

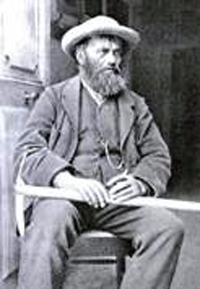
Un guide de montagne français du XIXe siècle : Pierre Gaspard, qui a réalisé la première ascension de La Meije (massif des Écrins, Alpes françaises) en août 1877 avec son fils et leur client l'alpiniste Emmanuel Boileau de Castelnau.

L’idée d’organiser la formation des guides apparaît dès la fin du XIXe siècle, lorsque le Club alpin français (CAF), fondé en 1874, décerne des certificats aux guides dont les compétences sont évaluées et classées par catégories : muletier porteur, guide de 2de classe, guide 1re classe. Mais la mise en place d’un véritable diplôme attendra jusqu’à la création de la Fédération française de la montagne. En 1946, l’École nationale de ski et alpinisme (ENSA) à Chamonix est reconnue comme seul organisme de formation des professionnels de la montagne. Elle absorbe l’École Supérieure du Ski et d’Alpinisme dirigée par Édouard Frendo, ainsi que le Collège des Praz dirigé par Jean Franco, dans les années 1940. Par la suite, la loi du 18 février 1948 instaure les diplômes à caractère national d’aspirant guide, et de guide de haute montagne, en définissant les conditions d’exercice de l’activité,.
La Compagnie de Chamonix et la formation des guides alpins validée par un diplôme d'État est rapidement devenue une référence mondiale ; la structuration du métier de guide s'est faite sur le modèle français dans différents pays : en Italie (Vallée d'Aoste), Suisse, Allemagne, puis dans le reste de l'Europe et en Amérique du Nord et du Sud. La structuration du métier de guide était différente dans les pays d'influence soviétique (Europe de l'Est, Asie centrale) ; avec l'ouverture des frontières et l'émergence d'une nouvelle forme de tourisme, elle tend progressivement vers le même modèle ou vers une structuration privée du métier (formations gérées par des compagnies commerciales).

## Prérogatives
Un guide de haute montagne diplômé d'État peut assurer l'encadrement de personnes :
- dans des sorties en montagne (excursions, ascensions, alpinisme) sur les terrains suivants : rocher, neige  glace, mixte,
- dans des ascensions en ski de randonnée, sans restrictions,
- dans des sorties de ski hors piste/freeride, etc.

Il peut également assurer l'enseignement des techniques relatives à ces disciplines ainsi que l'entraînement dans le cadre de compétitions.

## Situation par pays

### France
En 1975, une loi réformant celle de 1948 est mise en place par Pierre Mazeaud. La profession est rattachée aux dispositions de la loi de 1963, réglementant la profession d’éducateur physique et sportif. Cette loi déstabilise la profession, dont le cadre réglementaire subira de nombreuses modifications. Un diplôme d’accompagnateur en moyenne montagne, rattaché au brevet d’État d’alpinisme, puis un brevet d’État d’escalade seront créés en 1978 et 1984.

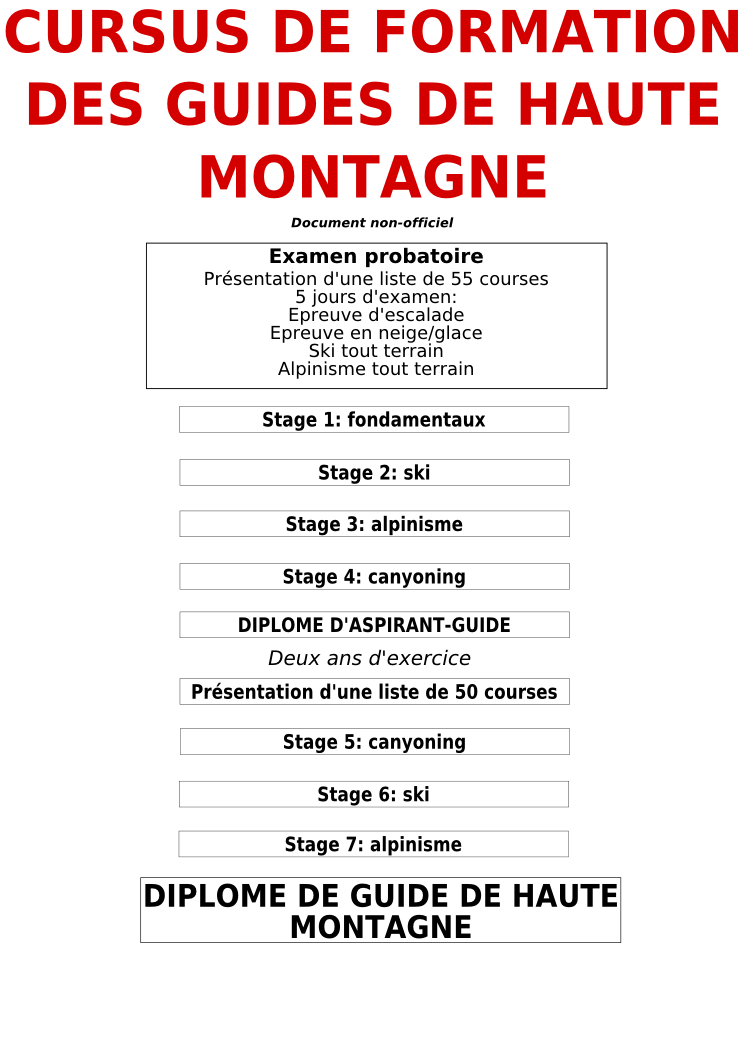
Cursus de formation des guides de haute montagne.

En France, les guides de haute montagne sont formés par l'École nationale de ski et alpinisme (ENSA), située à Chamonix. Il s'agit d'une formation qui s'étend sur plusieurs années et qui passe par le diplôme intermédiaire d'aspirant-guide, lequel peut emmener des clients en montagne avec des limites en fonction de l'altitude et de la difficulté. Le diplôme d'État d'alpiniste-guide de haute-montagne est de niveau bac+3.
Devenir guide nécessite une grande pratique de la montagne, sous toutes ses formes et un sens aigu du terrain et de ses dangers. L'aspect relationnel, le partage des connaissances, la pédagogie et l'ouverture au monde de l'altitude sont également des volets importants de l'activité. La formation qui permet l’obtention du diplôme d’État dure généralement 5 ans, elle est assurée par l’École nationale de ski et alpinisme à Chamonix. Avant d’obtenir le diplôme de guide de haute montagne, il faut valider un examen probatoire puis des stages de formation qui confèrent au candidat le diplôme provisoire d’aspirant guide. L’aspirant est enfin confirmé en tant que guide de haute montagne à l’issue d’un stage final. Un recyclage, organisé par le SNGM, est également obligatoire tous les 6 ans, afin de garantir la capacité des guides à poursuivre l’exercice de leur profession. Le détail de la formation est disponible sur le site de l'ENSA. 
Le guide de haute montagne se distingue de l'accompagnateur en moyenne montagne (AeM ou AMM) par des prérogatives plus étendues, qui lui permettent d'exercer dans les domaines suivants :
- conduite et accompagnement des personnes dans des excursions ou des ascensions de montagne en rocher, neige, glace et terrain mixte ;
- conduite et accompagnement des personnes dans des excursions de ski de randonnée et en ski hors-piste ;
- enseignement des techniques d'alpinisme, d'escalade, de ski de randonnée et ski hors-piste ;
- entraînement aux pratiques de compétition dans les disciplines mentionnées précédemment.

Les prérogatives des guides leur permettent donc d’animer, enseigner ou encadrer les activités suivantes :
- alpinisme ;
- escalade ;
- ski de randonnée ;
- ski hors piste ;
- escalade glaciaire ;
- raquette à neige ;
- via ferrata ;
- trekking ;
- canyonisme.

#### Déontologie
Bien que la profession soit contrôlée par le Ministère de la Jeunesse et des Sports, un code de recommandations déontologiques a été mis en place par le Syndicat national des guides de montagne (SNGM), concernant les droits et les obligations du guide. Il rappelle ses obligations professionnelles générales, concernant sa relation avec ses clients et ses différents partenaires (refuges, collectivités, fournisseurs, etc.), ainsi que les règlements disciplinaires qu’il se doit de respecter. En adhérant au SNGM, les guides s’engagent à respecter ce code.

#### Répartition
Un guide peut travailler soit en tant qu’indépendant, soit en tant que salarié, auprès d’associations ou d’organismes de voyage par exemple. S’il travaille de manière indépendante, comme c’est le cas pour 95 % des guides, il pourra choisir d’adhérer à un bureau des guides local, ou toute autre structure privée ou publique, ou bien encore de travailler directement avec une clientèle privée. Toutefois, être membre d’un bureau ne l'empêche pas de développer lui-même sa propre clientèle.

#### Compagnies de guides
- Compagnie des guides de Chamonix
- Compagnie des guides du Val Montjoie (Saint-Gervais, les Contamines)
- Compagnie des guides des Écrins Haute Provence
- Compagnie des guides du Mercantour
- Compagnie des guides de la Vanoise
- Compagnie des guides du Dauphiné
- Compagnie des guides des Pyrénées
- Compagnie des guides de Provence
- Compagnie des guides des Pyrénées Catalanes
- Compagnie des guides des Aravis
- Compagnie des guides Oisans Écrins
- Compagnie des guides de Luchon
- Guides de montagne de Gavarnie
- Guides de montagne de Cauterets

#### Accès des femmes à la profession
En 1983, Martine Rolland devient la première femme guide de haute montagne française,. En 2017, six femmes accèdent à la profession ; c'est la première fois dans le pays qu'autant de femmes accèdent à ce métier : on dénombre alors trente femmes guides de haute montagne sur 1 800 professionnels.

### Italie
- Club alpin italien

#### Vallée d'Aoste
Deux des plus anciennes compagnies de guides alpins du monde sont présentes en Vallée d'Aoste :
- Société des guides de Courmayeur ;
- Société des guides du Cervin.

### Suisse
- Association suisse des guides de montagne

## Dans la culture

### Traditions
Chaque été, une fête des guides est organisée, généralement au mois d'août, dans les communes dotées d'un bureau des guides, à laquelle la population locale et touristique est conviée. Une célébration religieuse figure au programme de cette journée en l'honneur de la profession et en mémoire des disparus en montagne, suivie généralement de démonstrations d'escalade, d'ateliers de vulgarisation ou d'opérations de communication sur le monde de la montagne en général et sur le métier de guide en particulier, et de démonstrations de secours en montagne (treuillage en paroi, hélitreuillage, etc.). Les accompagnateurs en montagne et le peloton de gendarmerie de haute montagne local (qui compte dans ses rangs des guides de haute montagne), y sont associés. Ces manifestations participent également à la transmission des traditions alpines. Selon les communes, la fête des guides permet aussi de récolter de l'argent pour approvisionner le fonds de la Caisse de secours.
En août 2021, la Compagnie des guides de Chamonix a célébré ses 200 ans d'existence,.

### Dans la littérature
Les professions de guide et de porteur ont été vulgarisées très largement par la publication en 1942 du roman Premier de cordée de Roger Frison-Roche, suivi de La Grande Crevasse et de Retour à la montagne, trilogie qui révèle au grand public le mode de vie et les exigences de professions restées jusqu'alors très confidentielles et qui suscite des vocations d'alpiniste, voire de guide parmi les lecteurs.